# Cho Aniki
Cho Aniki est une série de jeux vidéo débutée en 1992.

## Série
1. Cho Aniki (1992, PC Engine Super CD, Wii Console virtuelle)
2. Ai Cho Aniki (1995, PC Engine Super CD, Wii Console virtuelle)[1]
3. Cho Aniki: Bakaretsu Rantouden (1995, SNES)
4. Cho Aniki: Kyuukyoku Otoko no Gyakushuu/ Muteki Ginga Saikyou Otoko (1995, PS, Sega Saturn)
5. Cho Aniki: Otoko no Tamafuda (2000, Wonderswan)
6. Cho Aniki (PS1, Sega Saturn)
7. Cho Aniki: Seinaru Protein Densetsu (2003, PS2)
8. Cho Aniki Zero[2]/ Rei Cho Aniki (2009, PSP, PSN)

## Cho Aniki: Bakuretsu Rantouden
Cho Aniki: Bakuretsu Rantōden (超兄貴 爆烈乱闘篇) est un jeu de combat un contre un en 2D à connotation homoérotique. Le jeu a été développé par Bits Laboratory et édité par NCS Corporation. Le jeu fait partie de la série Cho Aniki . Il est sorti uniquement au Japon le 22 septembre 1995,.
Les combats se déroulent en vol. Il y a 8 personnages jouables : Idaten, Benten, Samson, Sabu, Mami19, Adam, Botei et Uminin. Le jeu a été noté pour son animation réussie et son imagerie homoérotique en particulier par ses personnages masculins bodybuildés et en petites tenues. Cette imagerie se retrouve dans le titre Gourmet Sentai par la même société.
Le jeu original vient avec un CD de la bande sonore du jeu.